# Marie-Claire Van Stevens
Marie-Claire Van Stevens (Vilvoorde, 22 mei 1948) is een Belgisch boogschutter.

## Levensloop
Van Stevens was aangesloten bij Handboogmaatschappij Willem-Tell te Vilvoorde. Ze nam deel aan de Olympische Zomerspelen van 1984 te Los Angeles, alwaar ze 22e eindigde in de eindrangschikking. Daarnaast nam ze tevens deel aan de wereldkampioenschappen van 1987 en  1989. In 1987 behaalde ze een 46e plaats en in 1989 de 51e. 